# Кларенс (мультсериал)
«Кларенс» (англ. Clarence) — американский мультипликационный телевизионный сериал, созданный мультипликатором Скайлер Пейдж для телеканала Cartoon Network. В основе сюжета сериала — мальчик по имени Кларенс и два его лучших друга: Джефф и Сумо. Пейдж, бывший сценарист Время приключений и ревизионист Secret Mountain Fort Awesome, разработал серию в Cartoon Network Studios в рамках своей короткой программы развития в 2012 году.
Пилотный эпизод вышел в эфир 17 февраля 2014 после шоу «Hall of Game Awards 2014». Премьера сериала состоялась 14 апреля 2014 года и собрала около 2,3 млн зрителей, опередив по темпам роста популярность сериала в этом же сегменте. Пилот сериала был номинирован на премию «Creative Arts Emmy Award».
4 апреля 2017 года Спенсер Ротбелл подтвердил, что третий сезон шоу будет последним, поскольку Cartoon Network не продлила сериал на четвёртый сезон, который закончился 24 июня 2018.

## Сюжет
Шоу фокусируется на повседневной жизни Кларенса Уэндела, весёлого, глупого и энергичного мальчика и его лучших друзей: Джеффа, который более интеллектуальный тип, и Сумо, который часто прибегает к радикальным мерам при решении проблем.
Кларенс живёт со своей разведённой матерью Мэри и её бойфрендом Чедом в вымышленном городе Абердейл, штат Аризона, недалеко от Финикса. Каждый эпизод посвящён повседневным ситуациям и проблемам, с которыми сталкиваются Кларенс и его друзья, а также их повседневным приключениям и жизненному опыту в детстве.
К другим персонажам относятся студенты и преподаватели начальной школы Абердейла, в которой учится Кларенс. Некоторые эпизоды посвящены жизни второстепенных персонажей, таких как граждане Абердейла и одноклассники Кларенса.

## Основные персонажи
- Кларенс Уэндел (англ. Clarence Wendle) — холеричный пухлый 10-летний главный герой мультсериала. Лучший друг Сумо. Глуповатый. Всегда носит зелёную рубашку и синие шорты. Учится в 4 классе. В серии «Кларенс находит подружку» у него была подружка, но потом они стали друзьями. Проявляет симпатию ко всем когда познакомится и кого знает, кроме своей бабушки, которую он не очень сильно любит. У него отсутствуют два передних зуба.
- Райан «Сумо» Сумоуски (англ. Ryan «Sumo» Sumouski) — 9-летний хитрый и грубый, лучший друг Кларенса. Немного задиристый и дикий. Лысый. У него плохие отношения с Джеффом, но Кларенс их всегда мирит. У него «большая» семья. Его настоящий цвет волос горчичный. В пилотном эпизоде он просит подстричь Кларенса его налысо. Влюблён в «Челси», но не хочет в этом признаваться. Хочет добиться внимания со стороны отца. Сумо озвучивает Том Кенни[3].
- Джеффри «Джефф» Рэнделл (англ. Jeffrey «Jeff» Randell) — 10-летний гений, друг Кларенса. Страдает мизофобией. У него квадратная голова и плохое зрение, хотя он не ходит в очках. Правша. Во всех соревнованиях является судьёй. Он считается перфекционистом. Его воспитывают две женщины. Джефф в некоторых эпизодах считает что он превосходит других. Часто поднимает правую или левую бровь вверх. В эпизоде «Кое что о Джеффе» может считаться главным героем. Иногда он полу-антагонист. Как видно по многим эпизодам, Джефф довольно брезглив, но при этом может справлятся со своими фобиями. Единственный полноценный отличник в классе. У него в детстве была шишка на голове. 6 пальцев на одной из ног, которые он скрывает под накладным .
- Мэри Уэндел (англ. Mary Wendell) — мама Кларенса. В серии «Охота за долларами» выясняется, что она состоит в клубе книголюбов. Парикмахерша, у неё собственная парикмахерская.
- Чед (англ. Chad) — отчим Кларенса. Кларенс думает, что Чед скорее друг, чем отец. Постоянно ищет работу.

## Второстепенные персонажи
- Мелани Бейкер (англ. Melanie Baker) — преподаватель в 4 классе, где учится Кларенс. Одинокая женщина, что выясняется в серии «Гриль по соседству». У неё есть большой кот по имени Бьюфорд Мурзик.
- Перси Дамер (англ. Percy Dahmer) — низкорослый полный мальчик, который говорит высоким голосом. Друг Кларенса.
- Брин (англ. Breehn) — скорее друг Джеффа, чем Кларенса. Такой же гений, как и Джефф.
- Челси Кизикони (англ. Chelsea Keezheekoni) — девочка с кудрявыми волосами. Сумо и Челси тайно влюблены. Её передние зубы вставные.
- Натан (англ. Nathan) — высокий полный мальчик, лучший друг Дастина. Говорит хриплым голосом.
- Дастин Конвей (англ. Dustin Conway) — высокий худой мальчик, лучший друг Натана, занимается карате.
- Джошуа (англ. Joshua) — психопат и несчастный подросток, который ненавидит детей, особенно Сумо, которого называет «Райан».
- Белсон Нолс (англ. Belson Noles) — избалованный мальчик из обеспеченной семьи, низкий, кудрявый. В душе добрый, любит дельфинов
- Гилбен (англ. Gilben) — самый загадочный персонаж, психологически говорит с героями, но зрители его не слышат, зачастую просто стоит, как статуя.
- Джулиан (англ. Julien) — чернокожий мальчик, одноклассник Кларенса, на доске почёта имеет 9 звёзд.
- Брэди Браун (англ. Brady Brown) — очень застенчивый мальчик, излагает свою точку зрения в мыслях, умный и тихоня, влюблён в Мевис.
- Мэвис (англ. Mavis) — застенчивая рыжая девочка, она не говорит, она бормочет, вместо обычного разговора, в неё влюблён Брэди, она влюблена в Дастина, боится пожарных гидрантов.
- Мистер Риз (Джеймс Риз) (англ. Mr. James Reese) — толстый мужчина средних лет с усами учитель, зачастую он наблюдает за детьми, которых оставили после уроков. Обожает пончики и кофе, его не считают серьёзным, но в серии «Лодка мечты» показано, что он действительно желает своим ученикам всего хорошего. Оказывает знаки внимания мисс Бейкер. В прошлом он полицейский. Его озвучил сам создатель сериала Скайлер Пейдж.
- Бренда Шуп (мисс Шуп) (англ. Brenda Shoop) — полная женщина средних лет, учитель, зачастую смотрит за детьми на площадке во время перемен. У неё светлые волосы, которые на самом деле парик. Она дружит вне школы с Мелани Бейкер, что выясняется в серии «Гриль по соседству». Безответственно относится к детям, варит бобы.

## Эпизоды
| Сезон | Сезон | Количество серий | Премьера первой серии | Премьера последней серии | Премьера первой серии в России[значимость факта?] | Премьера последней серии в России[значимость факта?] |
| ----- | ----- | ---------------- | --------------------- | ------------------------ | ------------------------------------------------- | ---------------------------------------------------- |
|       | 1     | 51               | 14 апреля 2014        | 27 октября 2015          | 24 ноября 2014                                    | 7 июня 2016                                          |
|       | 2     | 39               | 18 января 2016        | 3 февраля 2017           | 21 ноября 2016                                    | 13 апреля 2017                                       |
|       | 3     | 40               | 10 февраля 2017       | 24 июня 2018             | 9 октября 2017                                    | 27 апреля 2018                                       |

## История создания
В начале 2013 года, Кларенс был анонсирован вместе с другими сериями.
Шоу было создано Скайлером Пейджем, бывшим раскадровщиком фильма Время приключений и ревизионистом фильма Secret Mountain Fort Awesome.
Он является четвёртым создателем в сети, окончившим California Institute of the Arts, а в возрасте 24 лет он также самый молодой.
В рамках их короткой программы развития в 2012 году шоу было разработано Cartoon Network Studios; ещё четыре проекта: Вселенная Стивена, По ту сторону изгороди, Вся правда о медведях и Да здравствует королевская семья также стали результатом этой инициативы.
Пейдж, вместе с креативным директором Нельсоном Боулзом, задумал шоу в CalArts. Этот вопрос был также рассмотрен, когда Пейдж был принят на работу в «Мультсетевые студии». Экипаж из двух-трех человек отполировал пилотный эпизод; после того, как он был снят, на работу были приняты от 30 до 35 сценаристов, сценаристов, ревизионистов, колористов и дизайнеров. В то же время, анимация передается Южной Корее через сайт Saerom Animation. Пейдж объяснил, что самая трудная часть производства идет в ногу, особенно там, где после завершения эпизода нужно начинать все сначала. Он назвал это «захватывающим», но «очень сложным».
По словам писателя Спенсера Ротбела, шоу было создано в натуралистическом тоне, подобно мультфильмам 1990-х годов, в сочетании с более современным чувством. При таком натурализме писатели могут ссылаться на произведения, которые вдохновляли их или вписывались в жанр того или иного эпизода. В конечном счете, он считал, что речь идет о «расширении прав и возможностей детей и развлечениях». Ротбел также избегает «высиживания» одного типа историй, и в то время как одни сюжеты в основном основаны на характере, другие «основаны на одной идее, которая, по нашему мнению, действительно смешная». Вдохновение также пришло из шоу Peidj смотрел в детстве, которое ссылалось на более острые и уважаемые ситуации. Несмотря на это, элементы фантазии разрешены, и что передача обоих несовместимых друг с другом была одной из техник, которой он особенно наслаждался. Боулз отметил, что художественное направление требует непоследовательного дизайна персонажей, чтобы избежать необходимости идеально вписывать макет во вселенную — результат того, что он называет «эффектом Симпсоны» Внимание также уделяется фоновым персонажам для того, чтобы расширить разнообразие сюжета и вселенной..

## Логотип
Логотип мультсериала менялся 2 раза:
- Первый раз в пилотном эпизоде
- Второй раз[12] в 1 серии и т. д. В итоге был выбран именно последний вариант.